# كينكيتشي يوشيزاوا
كينكيتشي يوشيزاوا (باليابانية: 芳澤謙吉؛ بالكانا: よしざわ けんきち) هو دبلوماسي ياباني، ولد في 24 يناير 1874 في Takada ‏ في اليابان، وتوفي في 5 يناير 1965 في طوكيو في اليابان.